# Tumulus du Prignon
Le tumulus du Prignon est une tombe néolithique située à Saint-Cézaire-sur-Siagne, dans le département des Alpes-Maritimes en France.

## Description
La tombe est incluse dans un tumulus de 14 m de diamètre. Sa forme dessine un ovale fermé de 1,70 m sur 1,60 m. Elle est délimitée par dix gros blocs, un onzième a été déplacé au nord de la tombe.
Des ossements humains et des tessons de poterie y ont été retrouvés. La tombe est datée du Chalcolithique.